# Epiglottal frikativa
En epiglottal frikativa är ett konsonant språkljud. Det finns i två varianter: tonlös epiglottal frikativa, IPA-tecken [ʜ] och tonande epiglottal frikativa, IPA-tecken [ʢ].